# 异唇华甲腹茧蜂
异唇华甲腹茧蜂（学名：Siniphanerotomella disparclypeolus），茧蜂科华甲腹茧蜂属的一种，分布于中国福建省武夷山，是中国特有种。本种因唇基具有不同的刻纹，故名。